# Neuzildo Borba Fernandes
Neuzildo Borba Fernandes (Ituporanga, 2 de fevereiro de 1947 – Blumenau, 27 de dezembro de 2004) foi um advogado e político brasileiro.
Filho de Alexandre José Fernandes e de Maria Borba Fernandes. Casou com Solange Maria Gurtinski Fernandes.
Nas eleições de 1986 foi candidato a deputado estadual para a Assembleia Legislativa de Santa Catarina pelo Partido do Movimento Democrático Brasileiro (PMDB), obtendo 14.861 votos e ficando na primeira suplência de seu partido. Foi convocado, tomando posse na 11ª Legislatura (1987-1991).